# Misterio en la isla de los monstruos
Misterio en la isla de los monstruos es una película española dirigida por Juan Piquer Simón basada en la novela Escuela de Robinsones, de Julio Verne. Fue rodada en inglés y estrenada en 1981.

## Argumento
Es el final del siglo XIX en los Estados Unidos. En San Francisco William Kolderup, el hombre más rico de América, ha comprado en una subasta una isla remota y deshabitada por cinco millones de dólares, una isla que ansiaba su rival Tuskinar pero que él no pudo comprar por no tener la misma cantidad de dinero que Kolderup para ello. Al mismo tiempo el sobrino de Kolderup, Jeff Morgan, está prometido con la bella Meg, pero no se quiere casar con ella hasta no conocer un poco más de mundo y haber tenido sus propias experiencias al respecto.
Al final se decide que puede hacer un viaje por un año por el mundo para que pueda conocerlo. Es acompañado por el profesor Thomas Artelect, que tiene el deber de protegerlo durante su viaje. Por el camino una catástrofe ocurre en el barco y ambos tienen que naufragar acabando así en una isla tropical desierta. Allí tienen que enfrentarse a muchas aventuras, a caníbales y a monstruos. También encuentran dentro de un volcán latente mucho oro de primera calidad en muy gran cantidad. Más tarde aparecen unos misteriosos hombres armados encapuchados que exigen saber donde han encontrado ese oro y que están dispuestos incluso a asesinar por él. Por ello, temiendo por sus vidas si lo entregan, ellos tienen que defenderse de ellos. 
Al final resulta que su tío había orquestado el naufragio, que era falso, para que tuviese sensación de aventura en la isla, que él había comprado antes, el cual aparece poco tiempo más tarde. Sin embargo los hombres armados resultan no ser algo orquestado por su tío. Su líder resulta además ser Taskinar, el cual los coge a todos presos. 
Les explica que él sabía del oro en la isla. Quería convertirse en el hombre más rico de América a través de él, ya que había el oro suficiente para ello, y que Kolderup le había fastidiado sus planes al comprar la isla, el cual no sabía eso. Sin embargo, habiendo averiguado lo que su rival hacía en la isla, él apareció para averiguar el paradero del oro, cosa que pudo finalmente encontrar casualmente, para luego matar a todos los presentes sabiendo que Kolderup iba a venir para así tener la isla en su poder sin que nadie pueda probar el crimen que hizo para obtenerlo y con ello también el oro que hay en él.
Después de explicárselo, él pretende matarlos, pero con ayuda de un empleado de Kolderup, que Taskinar no sabía que existía, pudieron distraer a los hombres de Taskinar lo suficiente como para lanzarse sobre ellos, desarmarlos, vencerlos y arrestarlos por lo que hicieron junto a Taskinar, arrestando a él también. Después Morgan decide volver a casa para casarse con su prometida Meg, que vino con su tío a la isla, estando satisfecho con las experiencias que ha tenido en la isla, ahora apodada por lo ocurrido como la isla de los monstruos. 

## Reparto
- Ian Sera - Jeff Morgan
- David Hatton - Profesor Thomas Artelect
- Terence Stamp - Taskinar / Skinner
- Peter Cushing - William T. Kolderup
- Gasphar Ipua - Carefinatu
- Blanca Estrada - Dominique Blanchard
- Ana Obregón - Meg Hollaney / Meg Calderón
- Yoshio Murakami - Beni

## Producción
Al principio se consideró a James Stewart para hacer el papel de William T. Kolderup. Sin embargo al final Peter Cushing lo obtuvo.
Una vez hecho el casting se empezó el rodaje, que duró 17 semanas. Se rodó para ello en varias localizaciones, entre ellos también en lugares tan exóticos como Puerto Rico o las Islas Canarias. También se rodó para las escenas de la playa en la playa de San Cristóbal, Asturias.
Una vez terminado la película, que fue orientada sin mayor disimulo al sector más joven del público, se comercializaron diversos productos destinados a los más pequeños de la casa para reforzar su lanzamiento, como su adaptación en cómic, dibujada por José Sanchis, o un sencillo con una canción a cargo del por entonces popular grupo infantil Regaliz llamada que tomaba como melodía el tema principal de la banda sonora de la película.

## Recepción
La película fue un éxito de taquilla aunque no lo fue en la magnitud que el director esperaba.

## Premios
37.ª edición de las Medallas del Círculo de Escritores Cinematográficos
| Categoría    | Premiado       | Resultado |
| ------------ | -------------- | --------- |
| Mejor música | Alfonso Agullo | Ganador   |